# Угінчус Олександр Антонович
Олександр Антонович Угінчус (3 червня 1899, місто Можайськ, тепер Московської області, Російська Федерація — 22 січня 1972, місто Харків) — радянський науковець, фахівець у галузі гідротехніки. Доктор технічних наук (1940), професор (1940), дійсний член Академії будівництва та архітектури УРСР (1958—1964).

## Життєпис
У 1925 році закінчив Ленінградський політехнічний інститут.
З 1925 року — викладач кафедри гідравліки Ленінградського політехнічного інституту та Державного науково-меліораційного інституту.
У 1928—1930 роках — у Сирдар'їнському проєктному бюро Узбецької РСР. У 1929—1930 роках працював на будівництві Ульбінської гідроелектростанції на Алтаї.
У 1930—1937 роках — викладач Ленінградського гідротехнічного інституту.
У 1931—1933 роках — головний інженер бюро з водопостачання Магнітобуду і бюро «Діпровод» у Ленінграді.
З 1933 до 1937 року працював на будівництві каналу «Москва-Волга».
У 1937—1941 роках — завідувач кафедри гідротехнічних споруд Омського сільськогосподарського інституту.
У 1943—1964 роках — заступник директора, директор Харківського науково-дослідного інституту «Укрводгео».
Одночасно в 1944—1972 роках — завідувач кафедри гідравліки та водопостачання Харківського інституту залізничного транспорту.
У 1963—1969 роках — голова правління Будинку вчених у Харкові.
Брав участь у будівництві Сталінградської та Дніпродзержинської ГЕС, Невинномиського, Дніпровсько-Бузького, Північний Донець-Донбас та інших каналів.
Автор 50 наукових праць, у тому числі 5 навчальних посібників та 8 монографій. Був науковим керівником 30 кандидатів наук та 2 докторів наук.
Помер 22 січня 1972 року в Харкові.

## Нагороди
- орден Трудового Червоного Прапора
- орден «Знак Пошани»